# Baquíadas

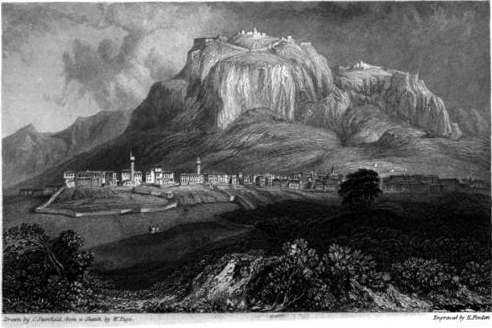
Corinto en 1833.

Los Baquíadas (en griego antiguo Βακχιάδαι Bakkhiadai) eran una familia de la nobleza doria de Corinto, descendientes de Baquis, hijo de Prumnis. Constituían un clan aristocrático del que formaban parte unas 200 familias (genos). Gobernaron a los corintios desde 750-620 a. C., aproximadamente.
En el 747 a. C. (fecha tradicional) derrocaron a Telestes, soberano de Corinto. Hacían remontar su linaje hasta el héroe dorio Heracles, a través de los siete hijos y tres hijas del rey legendario Baquis. Según Pausanias gobernaron durante cinco generaciones, no como reyes sino como pritanos (presidente, magistrado jefe), mediante elección anual de esta magistratura entre los miembros del clan. Detentaron el trono por un  espacio breve de tiempo, sin duda, un consejo (aunque no hay nada específico documentado en los escasos materiales literarios) a cuyo frente estaba el polemarco del ejército. Esta forma de gobierno duró 90 años, es decir hasta el 657 a. C. según el cómputo de Diodoro.
Cípselo, en 655 a. C., expulsó a los Baquíadas y se erigió en tirano de Corinto.
Según Heródoto, los matrimonios en el seno de esta dinastía eran endogámicos.